# Galápagos (roman)
Galápagos este al unsprezecelea roman al lui Kurt Vonnegut. Publicată în 1985, cartea explorează condiția umană și influența hazardului asupra acesteia, prin lentilele teoriei evoluționiste (în lectura lui Vonnegut). 
Acțiunea se desfășoară în principal în 1986, când criza economică din Ecuador se repercutează asupra soartei puținilor pasageri ai unei croaziere de lux, planificată a vizita insulele Galapagos.
Traducerea românească a romanului Galápagos a fost publicată în 2003, la Editura Polirom.

## Personaje
- Leon Trotsky Trout, naratorul, fantoma unui muncitor de șantier naval, fiul lui Kilgore Trout
- James Wait, un escroc, care a înselat 17 femei, cu care s-a căsătorit pentru a le fura banii și posesiunile
- Mary Hepburn, o văduvă americană, profesoară la Ilium High School
- Roy Hepburn, soțul lui Mary, mort cu câteva luni înaintea croazierei de o tumoare cerebrală
- Zenji Hiroguchi, un geniu informatic japonez, inventatorul translatoarelor Gokubi și Mandarax
- Hisako Hiroguchi, profesoară de ikebana (arta japoneză a aranjamentelor florale), soția însărciantă a lui Zenji Hiroguchi
- Akiko Hiroguchi, fiica lui Hisako, născută cu blană
- Andrew MacIntosh, un finanțist american, tatăl lui Selena
- Selena MacIntosh, fiica oarbă a lui Andrew MacIntosh
- Adolf von Kleist, căpitanul vasului Bahía de Darwin, un băiat de bani gata, nepriceput în meseria sa
- Siegfried von Kleist, fratele lui Adolf, purtător al bolii Huntington, recepționist la hotelul El Dorado
- Hernando Cruz, ofițerul adjunct al navei Bahía de Darwin
- Bobby King, om de publicitate, organizatorul croazierei  "Nature Cruise of the Century"
- Jesús Ortiz, ospătar în hotelul El Dorado
- Geraldo Delgado, soldat în armata Ecuadorului, schizofrenic

## Ediții
- Vonnegut, Kurt (2003), Galápagos, Iași: Editura Polirom, p. 348, ISBN 973-681-393-2